# 愛宕號護衛艦
愛宕號護衛艦（日语：あたご，舷號DDG-177）日本海上自衛隊愛宕級護衛艦的首艦；其艦名得名自位於京都府京都市西北部的愛宕山，也是大日本帝國海軍與海上自衛隊中繼愛宕號炮艦與愛宕號重巡洋艦後第三艘以該山命名的艦艇。

## 艦歴

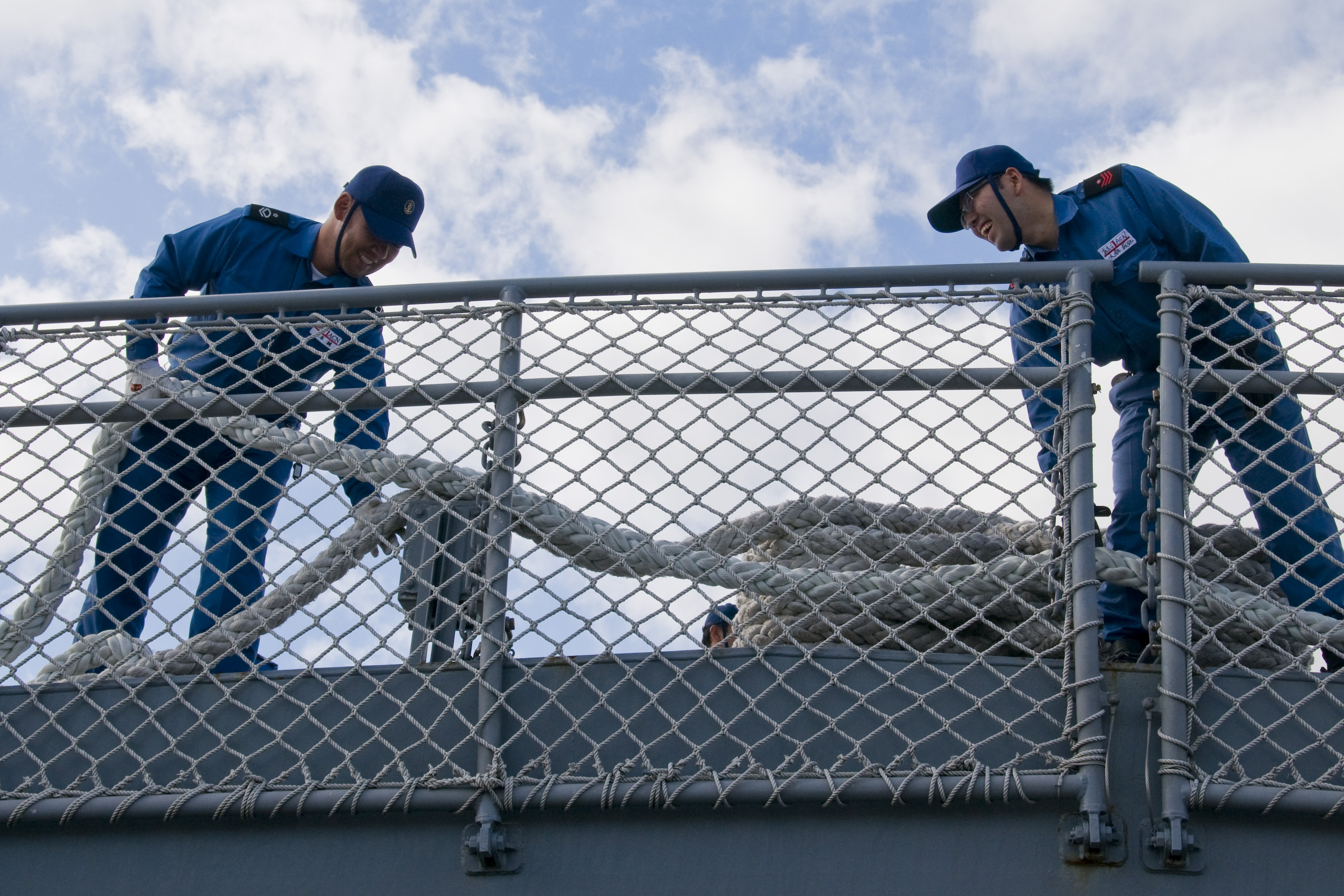
正在整理繫留索的愛宕號護衛艦官兵。

愛宕號護衛艦的建造計畫於2002年自衛隊《2001年度中期防衛力整備計畫》中被提出，當時編號為平成14年度計畫7700噸級護衛艦2317號艦。2004年4月5日，本艦於三菱重工業長崎造船所起造，隨後於隔年8月24日在防衛廳副大臣今津寬的主持下在造船廠舉行命名下水儀式；2007年3月15日正式進入海上自衛隊服役，由舩渡健1等海佐出任首任艦長。
2007年3月15日，本艦於列裝後被編入第3護衛隊群第63護衛隊，母港為位於京都府舞鶴市的舞鶴基地。同年10月25日，本艦前往美國夏威夷進行神盾戰鬥系統標準品質檢驗。
2008年2月19日，本艦完成檢驗後於返回日本的途中在千葉縣南房總市南部外海與排水量7.3噸的日本漁船「清德丸號」（せいとくまる）發生碰撞事故，造成後者船身兩處破裂，隨即沉沒；船上的兩名乘員失蹤，並在海上自衛隊與海上保安廳等多個單位搜索數月未果後遭宣告死亡。事故發生後，本艦遭滯留於橫須賀港一個多月，艦上官兵亦悉數遭到禁足。3月24日，事故發生時值班的海士長自殺未遂獲救，禁足令才於翌日解除。防衛省於3月28日公布包含舩渡艦長在內的6名艦上人員的人事異動名單；而本艦次任艦長則由第2護衛隊群司令部幕僚清水博文1等海佐出任。事件過後，法院依照事故發生時愛宕號與漁船的相對位置認定前者並無迴避碰撞的義務，因此於2013年判決事故發生時的兩名值班士官無罪定讞。
2008年3月26日，本艦改編入第3護衛隊群第3護衛隊。
2008年9月14日上午6時56分，本艦在屬日本領海的豐後水道中發現一艘國籍不明的潛水艇，隨即以聲納進行追蹤，但於同日上午8時40分失去對方蹤跡。
2009年6月9日至7月30日間，本艦前往美國參加訓練。
2010年5月16日，本艦與一同參與該年度環太平洋軍事演習的僚艦曙號護衛艦自橫須賀港啟航；6月9日至6月19日間暫時停泊於加拿大維多利亞，並於6月12日前往埃斯奎莫爾特參與加拿大皇家海軍創立100周年紀念国際觀艦儀式。6月22日抵達珍珠港，並在夏威夷周邊海域實施演訓至8月1日為止。8月16日返抵橫須賀港。
2012年12月10日，美國國防部通知美國國會其將向日本販售最新的神盾彈道飛彈防禦系統。愛宕號與其姊妹艦足柄號將會同時配裝該系統。

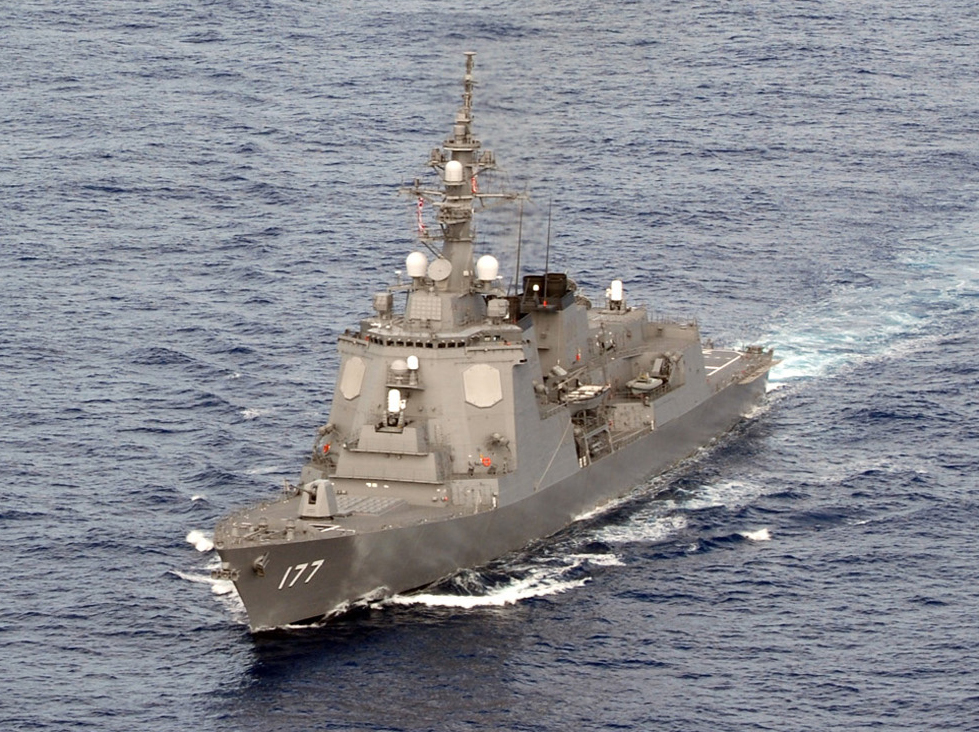
2013年美日聯合軍事演習「利劍行動」結束後航行於東海海域的愛宕號。

2013年6月10日至26日間，本艦首次前往美國加州海峽群島參加代號為「黎明閃擊行動」的綜合訓練（此前黎明閃擊行動為美軍內部的獨立訓練行動）。愛宕號護衛艦在本次訓練中主要擔負艦隊防空任務與地面部隊登陸前對陸地的支援射擊行動。此外，日向號護衛艦、下北號運輸艦與陸上自衛隊西部方面普通科連隊以及西部方面航空隊等單位亦參與了訓練。
2016年7月起本艦進入日本海事聯合公司舞鶴事業所以對神盾彈道飛彈防禦系統實施定期檢驗。

### 歴代艦長

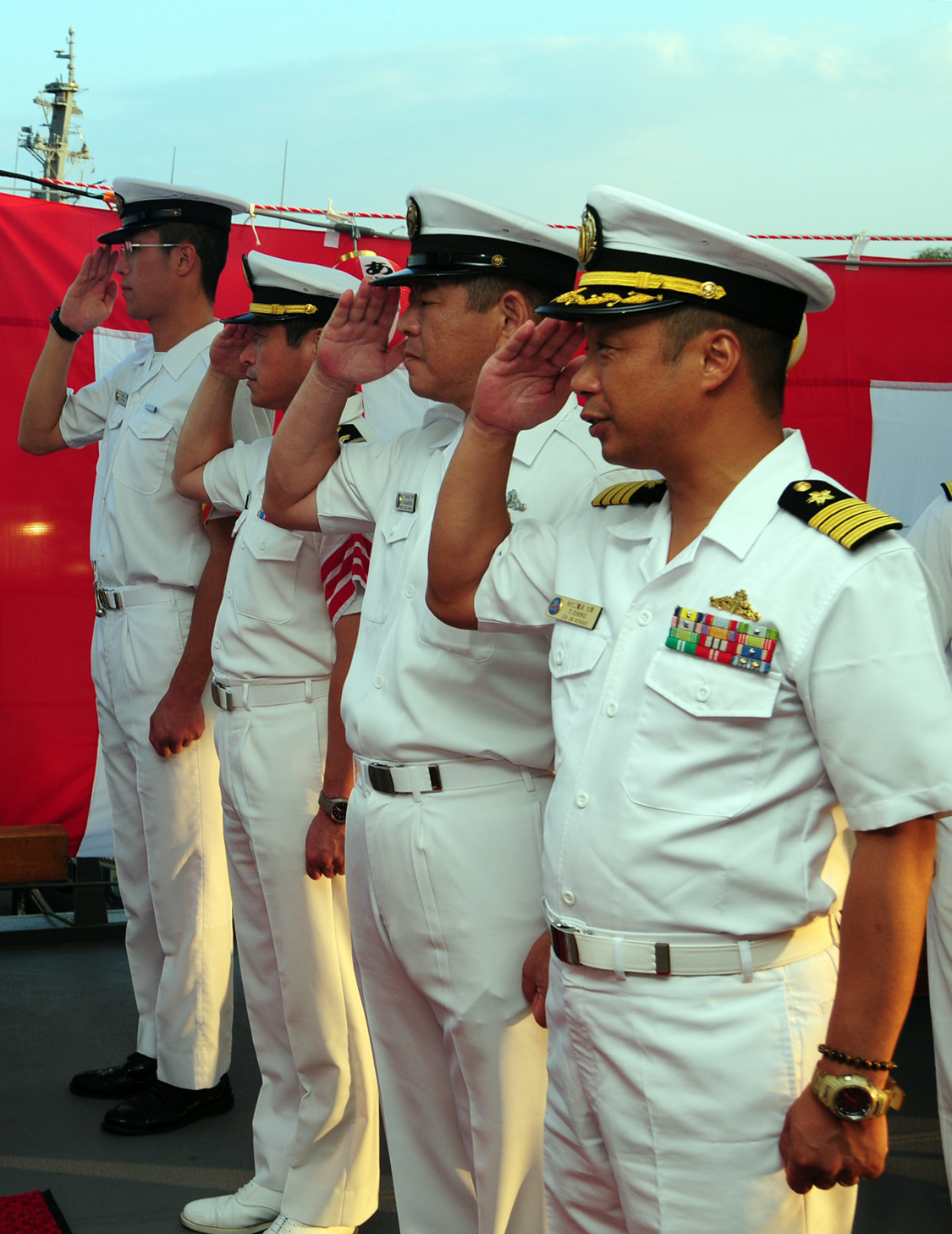
愛宕號護衛艦的第三任艦長大野敏弘1等海佐（最前方者）。

| 代               | 姓名       | 任職期間               | 出身學校與期數      | 前任職務                                          | 後任職務                                           | 備註     |
| 艤装員長         | 艤装員長   | 艤装員長               | 艤装員長            | 艤装員長                                          | 艤装員長                                           | 艤装員長 |
| ---------------- | ---------- | ---------------------- | ------------------- | ------------------------------------------------- | -------------------------------------------------- | -------- |
|                  | 舩渡 健    | 2005.8.24 - 2007.3.14  | 岐阜大學・ 29期幹候 | 艦艇開発隊勤務                                    | 愛宕號護衛艦艦長                                   |          |
| 愛宕號護衛艦艦長 |            |                        |                     |                                                   |                                                    |          |
| 1                | 舩渡 健    | 2007.3.15 - 2008.3.27  | 岐阜大學・ 29期幹候 | 愛宕號護衛艦艤装員長                              | 護衛艦隊司令部付                                   |          |
| 2                | 清水博文   | 2008.3.28 - 2009.12.20 | 防大29期            | 第2護衛隊群司令部幕僚                             | 第１海上訓練支援隊司令                             |          |
| 3                | 大野敏弘   | 2009.12.21 - 2011.12.8 | 防大30期            | 海上幕僚監部指揮通信情報部 指揮通信課情報保証班長 | 第4護衛隊群司令部幕僚                              |          |
| 4                | 山脇 修    | 2011.12.9 - 2014.3.25  | 防大29期            | 艦艇開發隊開發部長                                | 統合幕僚監部防衛計画部計画課                       |          |
| 5                | 宇仁健一郎 | 2014.3.26 - 2015.11.26 | 防大34期            | 第4護衛隊群司令部首席幕僚                         | 淡海號補給艦艦長                                   |          |
| 6                | 三浦則文   | 2015.11.27 - 2017.5.25 | 防大35期            | 海上幕僚監部防衛部装備体系課                      | 護衛艦隊司令部付 →2017.5.28 誘導武器教育訓練隊司令 |          |
| 7                | 大島信吾   | 2017.5.26 - 2019.2.14  | 防大37期            | 護衛艦隊司令部                                    | 自衛艦隊司令部                                     |          |
| 8                | 小城尚徳   | 2019.2.15 - 2020.7.21  | 防大38期            | システム通信隊群司令部首席幕僚                    | 護衛艦隊司令部勤務 →2020.12.11 かしま艦長          |          |
| 9                | 後藤正寛   | 2020.7.22 - 2022.11.30 | 防大39期            | 護衛艦隊司令部                                    | 第5護衛隊司令                                      |          |
| 10               | 今若充啓   | 2022.12.1 - 2024.7.31  |                     | 護衛艦隊司令部幕僚 兼 自衛艦隊司令部              | 呉地方総監部付                                     |          |
| 11               | 尾﨑元気   | 2024.8.1 -             | 防大44期            | 自衛艦隊司令部作戦分析主任幕僚                    |                                                    |          |

## 引用
1. ↑  DSI 現有艦艇一覧 的存檔，存档日期2008-12-01.
2. ↑  平成22年度米国派遣訓練及びカナダ海軍創立100周年記念国際観艦式について 的存檔，存档日期2013-05-13.(PDF文書)
3. ↑  MSN産経ニュース イージス全艦が迎撃可能に　海自、北朝鮮対応強化へ 的存檔，存档日期2013-04-04. 2012年12月11日
4. ↑  平成25年度米国における統合訓練(実動訓練)(ドーン・ブリッツ13)について （页面存档备份，存于）(PDF文書)
5. ↑  島嶼防衛目的に「ドーン・ブリッツ」3自衛隊が初参加（2013年6月10日～26日） 的存檔，存档日期2013年6月11日，.